# Danza de las espadas de Escocia

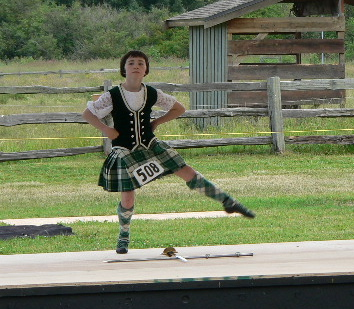
Una joven bailarina demuestra su estilo de la danza de espadas en los juegos Bellingham (Washington) en Highland en 2005.

Las danzas de las espadas de Escocia son danzas rituales y de combate que imitan hechos épicos y habilidades marciales muy comunes en la tradición y folclore escocés.

## Historia
La referencia más antigua a estas danzas en Escocia aparece en el Scotichronicon que fue editado por Walter Bower en los años 40s. El pasaje relata a Alejandro III en su segundo matrimonio con la noble francesa Yolanda de Dreux at Jedburg en Roxburghshire el 14 de octubre de 1285.
Encabezando la procesión iban los más experimentados y habilidosos músicos con muchas clases de instrumentos de viento incluyendo la tan triste gaita y atrás de ellos otras personas interpretando espléndidamente danzas de guerra con difíciles movimientos y ondulaciones. Sobresalía el torso de una figura que difícilmente se podría diferenciar si era un hombre o una aparición. Parecía deslizarse como un fantasma en lugar de caminar a pie. Cuando parecía que estaba desapareciendo de la vista de todos, toda la procesión se detuvo, la canción murió, la música perdió su color y los bailarines se detuvieron repentina e inesperadamente.
En 1573 se dice que mercenarios escoceses interpretaron una danza de las espadas ante el Rey Sueco John III, en un banquete celebrado en el Castillo de Estocolmo. La danza, considerada como "una característica natural de las festividades" fue utilizada como parte del complot para asesinar al Rey, ya que los conspiradores podían desenfundar sus armas sin levantar sospechas. Afortunadamente para el Rey, en el momento decisivo no fue dada la señal acordada, por lo que no se culminó el plan.
"La danza de las espadas y la danza de Hieland" fueron incluidas en una recepción para Anne de Denmark en Edimburgo en 1589. También una mezcla de danza de las espadas y acrobacia fue interpretada ante James I en 1617 y después de nuevo para Charles I en 1963 por la "Incorporación de Skinners (desolladores) y Glovers (Guanteros) de Perth".
La silla de su Majestad se localizó al lado del Agua del Tay (río) donde flotaba un escenario de madera revestida con birks, sobre el cual, para la entrada y bienvenida de su Majestad, trece de nuestros hermanos los Glovers con casquillos verdes, hilos plateados, cintas rojas, zapatos blancos y campanas sobre sus piernas, con espadines filosos en sus manos y todos los "abulzements", bailaron nuestra danza de la espada con muchos puntos difíciles y "allapallajesse"s, cinco abajo y cinco encima de sus hombros, tres de ellos danzando con sus pies y sobre ellos se bebía vino y se quebraban vasos.

## Tipos de danza de espadas
Muchas de las danzas de Highland ahora perdidas para nosotros fueron alguna vez representadas con armas tradicionales que incluían el Hacha Lochaer, el broadsword, targe y dirk y el flail, por ejemplo la vieja canción de danza de combate Skye Bualidh mi u an sa chean ("Yo romperé tu cabeza"), indican algunas formas de juego de armas con la música. "Yo romperé tu cabeza" era una de las canciones más populares en los "duelos" alrededor de Gran Bretaña, una de las reglas de esta decía que "en el momento que la sangre corra a una pulgada por encima de la ceja, el jugador al que pertenezca estará derrotado y debe detenerse".
Una danza de espadas de combate llamada Highland Dirk Dance  aún existe y es comúnmente vinculada con las danzas llamadas "Macinorsair", "El ejercicio de la espada Broad" o el "Bruicheath" (Danza de batalla}. Esas danzas son mencionadas en un buen número de fuentes y han sido representadas en una gran variedad de formas diferentes, todas por dos contendientes en un estilo de duelo y como una rutina.
- Datos: Q5799172